# Agustín Emilio Ramírez
Agustín Emilio Ramírez, (14 de mayo de 1891, San Nicolás de los Arroyos - 16 de octubre de 1965, Buenos Aires) habitualmente referido solo como Emilio Ramírez fue un militar argentino que desempeñó un papel importante en la Revolución del 43 (1943-1946). Teniendo grado de coronel, fue uno de los fundadores y líderes del Grupo de Oficiales Unidos (GOU) y se desempeñó como jefe de Policía Federal Argentina.
Fue uno de los llamados «cuatro coroneles» que tenían el mando efectivo del GOU, junto con Juan Domingo Perón, Enrique P. González y Eduardo Ávalos. El historiador Roberto Ferrero lo considera uno de los «cerebros» del GOU junto con el coronel González.
Como director de la Escuela de Suboficiales con asiento en la guarnición de Campo de Mayo, fue comandante de la columna formada por la Escuela de Suboficiales, el Regimiento 1 de Artillería y la Escuela de Caballería, que marchó a Capital Federal. En la marcha traba un combate con fuerzas de la Escuela de Mecánica de la Armada bajo el mando del capitan de navío Fidel Anadón, terminando con múltiples bajas.
Dentro de las fuerzas internas de la Revolución del 43, integró el grupo nacionalista de derecha junto con el presidente de facto Pedro Pablo Ramírez, y los coroneles Alberto Gilbert, Luis Perlinger y Enrique P. González.
Debió renunciar al gobierno el 15 de febrero de 1944 cuando Argentina rompió relaciones diplomáticas con el Eje, y moriría 21 años después, en 1965